# 木内綾
木内 綾（きうち あや、1924年〈大正13年〉7月7日 - 2006年〈平成18年〉11月5日）は、日本の染織工芸家。北海道の動植物や流氷などの風土を羊毛で表現した創作織物「優佳良織（ゆうからおり）」の織元。北海道地方の染織工芸として親しまれる優佳良織の創作により、美術工芸品として日本国内外で高い評価を受けると共に、出身地である北海道旭川市の芸術文化の振興に大きく貢献した。「北海道のバルトーク」「東洋のバルトーク」ともいわれる。代表作は『流氷』『ハマナス』『ミズバショウ』など。

## 経歴

### 少女期
1924年（大正13年）に、北海道旭川市で誕生した。母の死去を経て、15歳のときに樺太の叔父に引き取られた。叔父は広大な山林を持つ裕福な造林業者であり、何不自由なく、高等女学校に通学する生活を送った。しかし樺太の生活には馴染めず、叔父に頼み込み、約1年後に東京の代々木実践高等女学校に転入した。
東京では、同級生に資産家や名家の令嬢が多かった。多感な年頃もあって、友人関係で傷つくなどで内向的になり、1人で美術画廊や博物館を歩くことが多くなった。絵画や美術品を眺めては、夢のようなことばかり語ることから、夢を食べるとされる伝説上の生物に準えて「獏」と仇名された。上野の帝室博物館（現・東京国立博物館）にもよく通い、シルクロードから古代中国に伝わった華麗な絹織物や埴輪など、1日中飽きず眺める日々もあった。これをきっかけに、古代の織物に惹かれるようになった。1940年代の頃に、「自分でも織ってみたい」と小さな織機を購入して、簡単な平織を始めた。折しも東京では、卓上織りの織物の講習が盛んな時代であった。

### 学校を卒業後
1943年（昭和18年）に、代々木実践高等女学校を卒業。終戦後は旭川に戻って、喫茶店や美容室を経営した。美容師としては美容技術コンクールで、日本全国2位を記録する実力であった。とはいえ、食べていくだけでも大変な終戦直後に「その日の内に現金が入る仕事がいい」と周りから勧められた仕事であり、「望んでやっている仕事ではない」という気持ちが常にあった。
そうした気持ちへの癒やしのためもあり、織物も本業の傍らで、趣味の範囲で続けていた。仕事に余裕が出て来ると、東京から織機を取り寄せ、気ままに織物を続けていた。やがて本業を人に任せ、日々を織物に明け暮れるようにもなった。美容や喫茶店の事業が、親から譲り受けた資産の利用で成功していたこともあり、周囲からは「趣味など忘れて事業に目を向ければいいのに、もったいない」などと言われていた。

### 織物作家の道へ
1960年（昭和35年）頃、木内のもとに、北海道立工業試験場の工芸部と旭川市から「北海道の伝統芸能として、羊毛を題材とした織物を織ってほしい」との依頼が届いた。北海道には機織作家がおらず、歴史が浅いために伝統工芸もないことから、「北海道で多く飼われているヒツジを羊毛として活用し、北海道を代表する機織作家になってほしい」として、木内に白羽の矢を立てたのだった。北海道は明治時代に殖産事業として羊毛が奨励され、戦前まではヒツジを飼って機を織る農家も多く、戦中には軍隊向けの毛布や軍服を大量に供出していたが、戦後はインフレもあって、手間をかけて織っても金にならないとの理由で、多くの農家が機織りをやめていたことや、岩手県では戦後も羊毛服地のホームスパンが人気を博していたこと、主婦の内職に結びつけてほしいといった事情もあった。
木内にとって織物は単に趣味であったために、思いも寄らない話ではあった。また木内が好んでいたのは絹織物や木綿であり、羊毛による織物にも関心を持っていなかったが、折角の機会と思い、北海道内各地の畜産試験場や農業試験場を見学した。北海道には木綿はそぐわず、絹のための繭を飼うこともできないことから、温かい綿羊は日常的とも思われた。
しかし実際に話を聞けば聞くほど、自分の手の出せる世界ではないと考え始めた。伝統工芸を新たに作り出すということは、参考にするものがないことを意味しており、何をもとにデザインすればよいのか、自身の創造力に自信を喪失し始めた。
そのような迷いを見せていたある日、札幌の畜産試験場の帰り道に、札幌市豊平区の羊ケ丘の夕空が見事な茜色に染まり、ヒツジの群れが夕陽に照らされて歩いている光景を目にした。この光景の美しさに心を打たれた木内は、北海道の美しさを織物にすることを決心した。後年に木内は、この羊ケ丘の風景を指して「もしあのとき、あの光景に出会わなかったら、今の優佳良織はなかったのでは、と思うときがある」と語った。

### 新たな工芸への挑戦
1962年（昭和37年）、木内は旭川市内に染織り工房を設立し、本格的な取り組みを始めた。さらに服飾、アクセサリーなどの教室を次々に開設した。意欲的な女性が集まり、いつしか旭川市内での教え子の数は、400人にまで上った。当時は、小物やタペストリーなどの民芸品作りが中心であったが、作品はさほど売れず、織っても織っても思うような作品は生まれることはなかった。
北海道に新たな工芸を作ることは、木内が最初にデザインや手法を考案して、多くの織り手たちがそれを学んで習得し、木内の作品を寸分の狂いもなく織ることで、伝統が確立されるということだった。木内は組織作りから開始することとし、同1962年に旭川で技術講習会を開催した。主婦50人が参加し、工業試験場の工芸部長を始め、講師陣、受講者たち全員が、北海道に新たな工芸を作りたいとの意欲と情熱に満ちていた。
木内は新たな伝統としてのこの織物に、アイヌ語で叙事詩を意味する「ユーカラ」の名をつけた。「ユーカラ」には「伝承する」との意味もある。木内はアイヌの伝統文化を高く評価しており、初期の作品には触発されたものもあるため、北海道に新たな織物を根付かせ、次代に伝えていくには「ユーカラ」の名がふさわしいとの考えであった。アイヌ語の名称を用いることについて、アイヌの古老である川村カ子トの許可も得た。
北海道や旭川、経済界、地元の農機具メーカー、デパートなど、各分野の協力もあり、滑り出しは順調に見えた。しかし伝統の壁は厚く、各地の染織の専門家たちは木内をまともに相手にしなかった。木内は織りの下に織りがあるような、油絵のような織物を目指したが、それを理解しない批評家から「色彩分裂症」と笑われることもあった。「この色は意地が悪い」「この帯は性（さが）が悪い」と酷評され、返品の山が築かれた。織物に全力を注ぐあまり、喫茶店も美容院も辞めたため、収入源を断たれ、大幅な赤字に追い込まれた。
木内は自身のアイディアのみで勝負をするしかないと考えたことで、手紡ぎの糸作りに取り掛かった。手紡ぎでは、赤い糸を作るだけでも、明るさ、濃さ、色調の異なる数種の赤に染めて、それらを手で1本の糸に紡ぐ。1本の糸に数種類の色を用いることで、市販の糸にはない、微妙な色合いと、落ち着いた風格を実現した。またデザインも、木内は北海道を織ることにこだわり、ナナカマドやライラックなど、独自の工法の色使いで織物を仕上げた。
1964年（昭和39年）、北日本中小企業振興展で工芸協会会長賞を受賞。1965年（昭和40年）には日本ニュークラフト展で入選、1966年（昭和41年）日本民芸公募展では5作品を出品し、そのすべてが入選した。新聞紙上でも取り上げられるようになった。以後も多くの展覧会で受賞し、木内は強い自信を得るに至った。伝統のない場所に新たな伝統を打ち立てようとする木内の熱意は、多くの評価となって結実した。1967年（昭和42年）には東京の銀座松屋画廊で、初の個展を開催した。
木内の完成させた優佳良織は、流氷、クロユリ、摩周湖といった北海道の自然や風土を題材として、数百種類の色を混ぜ合わせて紡いだ羊毛を、油絵のように織り込む、いわば「北海道を織った工芸品」であった。通常の織物は縦糸と横糸が直角に交差するために、曲線を描くことは困難だが、木内は複雑な織の技法を駆使し、且つ複雑な模様を操り、動植物や風景など、自然の景観を表現した。こうして完成された優佳良織は、「染織の域を超えた芸術作品」とも評価された。

### 北海道開道百周年記念式典
1968年（昭和43年）開催予定の北海道開道百周年記念式典を迎えて、北海道民を代表として皇室に献上する作品の一つに、木内のユーカラ織が選ばれた。木内は光栄に思いつつも、これは順序が違うのではないかと思った。北海道にはアットゥシ（アイヌの織物）に代表されるアイヌたちの何千年という歴史の伝統文化がある一方で、自分は織り始めて間もない成り上がりに過ぎず、まずアイヌの人たちの中から選ばれるのが筋ではないかと考えたのである。
旭川にはアイヌの古老で、重要無形文化財の杉村キナラブックがおり、サラニップ（肩から下げる袋）を編んでいた。木内は道庁の担当者に、「杉村さんと2人でお願いできないでしょうか。どうしても1人であれば杉村さんにして下さい。私にはこれからまだ機会もあると思いますので」と依頼した。宮内庁では、一度決めた指名を取り消すことも、2人に増やすことも前例がないとのことだった。しかし当時の北海道知事である町村金五の尽力もあり、最終的には2人の献上が認められた。杉村は毎朝沐浴して制作に入ったといい、木内も塩で清めて織機に向かった。
木内は、植物学者でもある昭和天皇には、春を告げる花としてミズバショウを、皇后は絵を描くことから、絵画的な題材として流氷を織ることを考えた。ミズバショウの学術的な裏打ちを求めて、日本の植物学の権威として、北海道大学の農学部教授の舘脇操のもとを訪れた。しかし舘脇は木内に、無関係な植物の話を繰り返すばかりで、木内が「ミズバショウは?」と言おうものなら、すぐ「自分からそんなこと言いだしたらいかん」と激怒した。そんな日々が半年ほど続いた後、舘脇の態度が変わった。舘脇の方から「おはよう」と声をかけ、木内が織り始めていた作品も見るようになった。木内が仕上げに多忙で舘脇のもとへ行けないと、舘脇から「どうなったか」と電話をかけたり、旭川まで訪れることもあった。後に舘脇は「花にも命がある。花と向き合って、お話ができるようになりなさいと語っており、木内は、七転八倒して織機と向かい合っていたことを温かい目で見守っていたのだと解釈した。
また流氷については、木内は実物を目にするために、オホーツク海に足を運んだ。木内は青い海に流氷が漂う光景を想定していたが、イメージの通りの流氷に出会うことは困難で、厳寒の海に何度も出かけ、飽きずに海を眺め続けた。また実際に織るにしても、木内が想定していた、青く緑がかった流氷の色は、染めるにしても紡ぐにしても大変な作業であった。理想の色を求めるうちに、織った色は何百にも上った。その何百色という糸を持って、何度も流氷の海へ出かけて、実際の色と見比べ続けた。献上の年である1968年がやってきて焦り始めた折に、流氷を20年間描き続けている紋別の画家・村瀬真治の個展を、新聞記事で知った。長く流氷を描き続ける画家に会えば何かが分かるかもしれないと、木内は即座に連絡を取り、紋別へ向かった。
こうして舘脇操、村瀬真治の2人との出会い、2人からの助力により、木内は無事に皇室への献上作品を仕上げることができた。

### 民芸館の開館
1960年代半ばの春、本州からの客が工房を訪れ、「北海道の緑は本当にきれいですね」と漏らした。その言葉に木内は、「北海道に生まれ育ち、その緑にどれほど心をとめてみたことがあったろうか」と思い知らされ、その年の6月より、鳥取から本州を縦断する旅行に出た。本州で様々な緑を目にした後、青森から連絡船で北海道に渡ると、北海道の緑は木内にとって、本州とはまったく異なる、伸び伸びとした広がりに感じられた。木内は、北海道にはまだ訪れていない多くの風土があると痛感し、この風土を生涯をかけて織っていくことを、改めて固く心に誓った。
1970年（昭和45年）、木内は旭川に「ユーカラ織民芸館」を開館した。個人作家が自力で作り上げた民芸館は、北海道ではこれが最初である。木内は自分自身の体験から、女性の就業機会の必要性を痛感していたことから、民芸館の従業員として、母子家庭の女性を優先的に採用した。木内は北海道で伝統工芸を開始するためには、できるだけ多くの人の目に触れさせ、ユーカラ織の名を広める必要から、民芸館の他にも各地で展覧会を開催した。

### 京都の西陣からの依頼
1971年（昭和46年）、京都の西陣織の関係者たちが、木内に帯の製作を依頼した。西陣では作ることのできない新たな感性を求めており、デザインは木内に一任、ただし西陣の真似はしないように、とのことであった。西陣といえば日本を代表する織物の一つであり、好きなデザインを好きなように織ることは木内が最も得意とすることであったため、木内は千載一遇の機会として、契約した。
半年後、木内は1本の帯を完成させて、西陣へ送った。しかし反応は「こんなものは雑巾にもならない」と、目を疑うような酷評であった。しかもどこをどう直せばよいかの助言もなかった。木内は「自分で考えなさい」というのが、西陣の流儀と解釈した。木内は諦めずに、何十という帯を送り続けたが、依然「横綱が締めるのか」「格調がない」「これは帯ではない」「下品」「暗い」「格調がない」「目付けが甘い」「重い」などの酷評が続いた。ついには銀行から何百万もの借金をして挑んだが、それも無駄に終わった。破産寸前にまで陥り、精も根も尽き果てた。木内は挫折し、今回の件を辞めることを手紙で申し出た。
木内からの申し出を受けて、それまで手紙のやりとりのみであった西陣の関係者たちが、旭川まで足を運んで木内のもとを訪れた。西陣側は、これまで厳しい批判を繰り返したのは、木内が望みのある人物であるからだと説き、「機織りの縦糸を整える筬を取り替えてみては」と初めてのヒントを出した。木内はこの助言で制作への姿勢を一変させ、再び製作に挑んだ。
3年後に完成させた帯は、ついに西陣から認められた。4年間にわたる試行錯誤と挫折の繰り返しは、木内の作品に一層の深みを与えることとなった。それまでは様々な小物を、織も素材も異なるものを作っており、試行錯誤といってもよい状態であったが、この西陣への挑戦により、木内は地風やデザインともに徹底的に鍛えられる機会を得た。また、木内はこの頃より、自分の織った物を「優しくなったね」「ちょっと陰気くさいかな」と、西陣のような言葉で評価できるようになった。

### 日本国外での活動
1970年代には、日本国外での活動が続いた。1973年（昭和48年）、木内はフランス国立民俗文化博物館とフランス国営放送主催による「日本の美術展」に招待されて出品した。これを機に、スペイン、ギリシャと、日本国外に出展する機会が続いた。国外への出典と共に、木内は界の染織の現状を知ることで、多くの刺激を受けた。
1976年（昭和51年）には、スペインのバルセロナの国立民族博物館主催の「日本美術工芸展」に招待出品した。会場では、スペイン画壇を代表する画家であるジュアン＝ジュゼップ・タラッツを紹介された。タラッツは、流氷を題材とした木内の作品を見て、スペインでは見ることがない流氷をタラッツなりに解釈したか、「海を感じます。波が寄せてきますね」と述べた。
1977年（昭和52年）には、ギリシャ文化科学庁が首都アテネで開催した「日本伝統・現代工芸展」に出展し、「YUKARAORI」の名が一躍世界に広まった。ここでの木内の出展作品は、自身の最も好きな花であるハマナスを題材としたものだが、うまく織れないために約10年にわたって投げ出していた作品であり、完成には出発ぎりぎりまで要したが、自信喪失から物笑いの種にならないかと不安にかられていた。しかし会場では正面に飾られた上に、長蛇の行列ができ、来場者から「80万円で譲ってほしい」という申し出もあって、木内の方が面食らうほどであった。この作品はアテネ郊外のケルキラ島にある東洋美術館に、永久保存されることになった。
1978年（昭和53年）、国際的な権威を持つ織物コンクールであるハンガリーのビエンナーレにおいて、金賞を受賞した。日本人では版画家の池田満寿夫に次いで、2人目の受賞であった。ビエンナーレは絵画、彫刻、織物など7部門に60人が出品し、金賞は全部門を通してのグランプリであった。地元の美術評論家は「故郷北海道をモチーフに織り続けている木内綾は、日本のバルトークである」と、最大の賛辞を贈った。この年は木内の作品にとっても木内自身にとっても、記念すべき年となった。この受賞作品はギリシャでのハマナスを題材とした作品に手を加えたものであり、ギリシャでは高い評価を受けてもまだ自信がなく、「評価が高かったのはなぜか」との思いのほうが強かったため、ハンガリーではどんな評価を受けるか試すつもりでの出展であった。

### 沖縄旅行
民芸館の開館から数年後、木内は製作に行き詰まりを感じたことから、1976年（昭和51年）、沖縄に旅立った。沖縄には琉球絣、芭蕉布、花織、八重山上布、竹富ミンサーなど、沖縄独自の多くの織物があり、どれも他の模倣ではなく、強烈なプライドで織られていることから、沖縄へ行けば何か掴めるかもしれないとの思いであった。沖縄で得るものがなければ、本当にやめる覚悟であった。
琉球大名誉教授の安次富長昭の案内により、木内は様々な織の現場を見学した。読谷村で精巧に織り上げられる花織、沖縄本島北部で織られる芭蕉布の技術など、木内にとっては驚くべきものばかりであった。特に人間国宝の平良敏子の神業ともいえる作業には、驚きを通り越して呆然とするほどであった。木内は何かを掴もうと沖縄を訪れたはずであったが、逆に自分の十数年間の仕事の未熟さ、粗雑さを嫌というほど感じ、心中では織の仕事をやめようとすら考え始めた。
その木内の考えを見透かしたか、安次富は旅行最終日に、木内を沖縄の漆器工房へ案内した。工房の漆器職人は「本州の漆器に近づこうと努力してきましたが、まだまだです」と語った。木内はその言葉に、自分のことを言われたような思いであった。何歳になればそんな言葉を言えるのかと、年齢を訪ねたところ、60歳程度かと思いや、80歳とのことであった。木内は、「物を作る人間には年齢は関係ない」と激しい感動を覚え、自分が50歳代にもかかわらず未熟さを棚に上げ、仕事をやめたいと音を上げていたことを思い知らされた。木内は「まだまだです」の言葉に救われた思いであり、「一からやり直そう」と誓った。

### 優佳良織工芸館

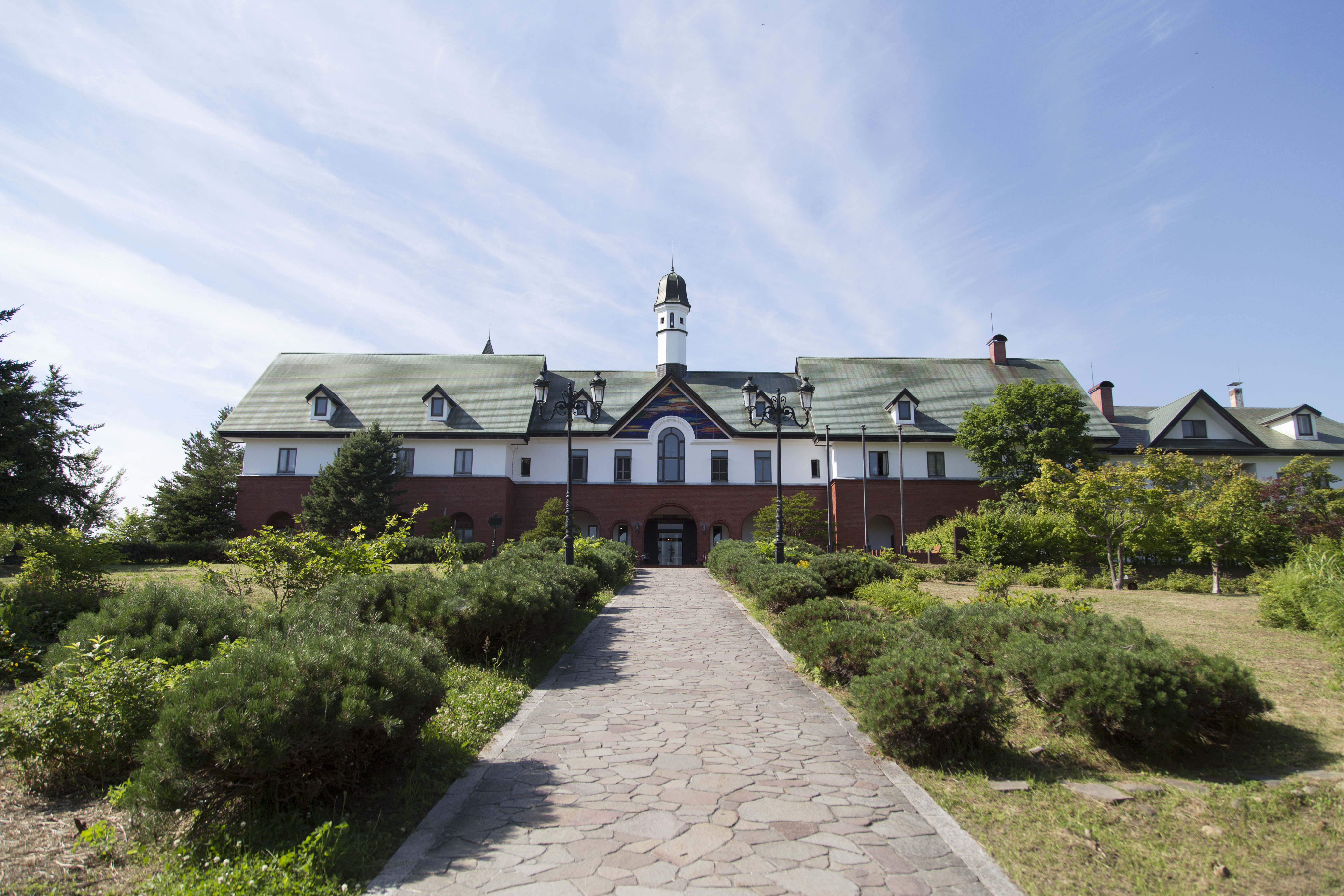
優佳良織工芸館

木内は1970年の民芸館開館当時より、北海道の伝統工芸を後世に伝え残していくため、すべての制作工程が一つの場所で可能な、本格的な工芸館が欲しいと願っていた。伝統工芸は飾っておくだけのものではなく、多くの人に使ってもらってこそ生きることから、織物を分類、系統立てて展示する場所も必要と考えられた。それからちょうど10年後の1980年（昭和55年）、旭川市神居に、優佳良織工芸館が完成した。
着工から完成までには5年間を要した。完成時は「（木内が）私財を投じて造り上げた」と報じられ、「費用は数十億円」ともいわれたが、木内自身は「もちろん借金だらけです」と語っていた。
工芸館建設の背後には、ドアの把手の制作を担当した木内克と、館のシンボルマークを始め、ドアや正面ホールのレリーフ、庭園の彫刻、工芸館全般の造形を統一して担当した佐藤忠良との、2人の彫刻家の大きな力添えがあった。
2人と旭川を結びつけたのは、旭川ゆかりの彫刻家である中原悌二郎にちなんで制定された中原悌二郎賞である。木内克は第1回の受賞者であった。木内は、ドアの取っ手は館を訪れる方全員が必ず手を触れる大事な部分だと考え、これを木内克に依頼した。「彫刻界の第一人者に把手とは失礼では」との声もあったが、木内克は「僕の作品を皆が触ってくれるなんて嬉しい」と快諾した。
佐藤忠生は中原悌二郎賞の審査員であり、木内の長男で館長を務める木内和博（1946年〈昭和21年〉 - 2016年〈平成28年〉11月13日）の「工芸館に格調高い彫刻を配したい」との希望であった。和博は若い頃から東京の佐藤のアトリエによく出入りし、指導を受けていた縁があった。工芸館の玄関には、佐藤により、木内と和博の母子をイメージした「織女」「牧羊神」と題した、2枚の大きなレリーフが飾られた。このことから木内は工芸館を、自分の織を紹介すると同時に、彫刻家としての佐藤の館でもあると語った。
建物自体にも、北海道の天然木をふんだんに使用、北海道の土で作ったレンガを使い、雪をイメージした純白に輝く壁を採用した。木内はこれを「100年、200年後にも残る本物」と自負した。1977年（昭和52年）に木内が日本民芸公募展で最優秀賞を受賞したこともあって、優佳良織の評価が高まり、工芸館は観光バスが連なる観光スポットになった。
「優佳良織」の名は、版画家の棟方志功の命名である。ユーカラ織の認知度が高くなると、その名称から、アイヌの織物と誤解されることが多くなっており、木内自身がアイヌと誤解されることもあった。アイヌの工芸と混同させることは、アイヌの人々に申し訳ないが、今さら名前を変えることもできなかった。各地の民芸の会合で木内と頻繁に顔を合せていた縁があった棟方は、木内の悩みを知って、自分が名付け親になると申し出、筆で「優佳良織之韻々」と書いた。「優しい」「美しい」「良い」を意味する字を使い、これが伝わるような織物を作るようにとの、棟方の想いであった。木内はこれに非常に感謝し、工芸館開館の1980年、「優佳良織」を正式な名称として採用した。

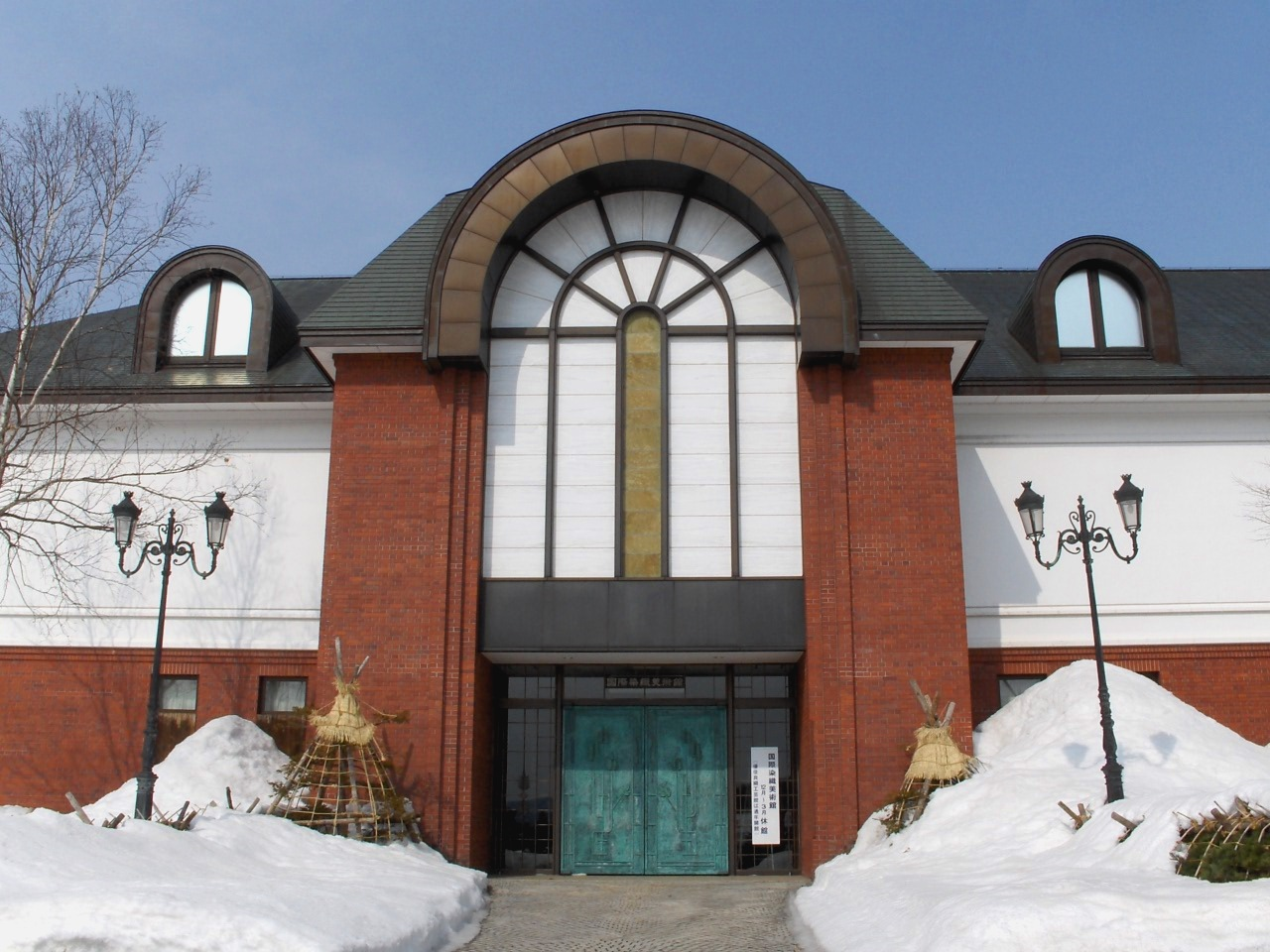
国際染織美術館

木内が工芸館の次にアイヌ工芸主体の工芸館を建てようと考えていたところ、木内の恩師でもある日本染織文化協会会長の上村六郎から、「私が収集した染織品をすべて寄贈するから、それを残す美術館を造ってもらいたい」と依頼があった。上村のコレクションは約2500点もあり、どれも貴重なものであった。京都市美術館からも誘いがあったが、上村は「役人には任せられない」と断ったとのことであった。木内は、アイヌの工芸館の計画も頭をよぎって迷ったが、上村は当時90歳を過ぎており、「すべてを託す」と言われると、とても断ることはできず、工芸館を断念して1986年（昭和61年）に国際染織美術館を開館し、上村が館長を務めた。

### 薬師寺への奉納
同1980年（昭和55年）頃、奈良県薬師寺の幡（ばん、仏像や法要の場を荘厳する仏具としての旗）の制作依頼があった。当時の薬師寺の管長である高田好胤は、1970年に木内の作品を購入した縁で、木内が仕事上の悩みを高田に相談するなど、深い交流を持っており、高田は木内の優佳良織を「北のまほろば」と評価していた。高田のいう「まぼろば」とは「自分の故郷は美しい国である」との喜びや誇りを抱くことであった。他の総代や僧侶は当初「羊の獣の毛で幡を織るのは古今東西例がない」と猛反対したが、副住職が古書を調査したところ、2世紀か3世紀ごろに羊毛で織った幡があることが分かり、皆は納得したということであった。
木内は、当時は自分の織りさえ確立できずに苦労していた時期の上に、幡がどんな物かも理解できないために、気安く引き受けるのはあまりに恐れ多いと考え、その依頼を固辞した。それでも薬師寺側からは、「勉強のために」と古書や資料が次々に届いた。木内が断りの旨の手紙を書いても、「何年でも待ちますから、ゆっくり考えて下さい」と返事が来た。
その数年後、薬師寺の総代会の者が再び木内のもとを訪れて、改めて幡の奉納を依頼した。薬師寺側からの催促がないことから、木内は逆に幡への好奇心が湧いていた時期であった。折しも薬師寺では、かつて焼失していた金堂の再建が完了しており、これ以上待たせることはできないと思われたこと、また「歴史に名が残らなくとも、幡を残せば生きた証しになる」との考えから、本件を引き受けることを決心した。
当時、木内は毎年のように、故郷の大雪山系の秋を彩るナナカマドを題材とした作品の作業に追われており、これは7年越しで織り上げてきた、思い入れの深い作品であった。木内はまさに今、完成するナナカマドの作品こそ、自分の心の「まほろば」であり、荘厳な薬師寺の堂にふさわしい作品と考えた。総代の者からも快諾を得られた。
1983年（昭和58年）、木内は北海道の大自然を織り込んだ作品として、このナナカマドを始めとする4つの作品を奉納した。木内が薬師寺の金堂に足を踏み入れたときは、優佳良織の幡が、あたかも大雪山の光景がそこにあるかのよう輝いており、その感動は木内にとって忘れられないものとなった。
その後も幡の奉納は、ほとんど毎年続けられた。幡は奉納の場所ごとに大きさが異なり、大きなものでは幅70センチメートル、長さが4.5メートルもあった。しかも通常の織物と違って糸も太く、1本の糸を通して10回も幡を織る必要があった。木内は従業員たちと力を合わせて作業にあたったが、それでも腕は腫れ上がり、膝がガクガクと震えた。その上で作家である木内たちがすべての織に納得する作りにする必要もあり、織り上がるまでには半年もかかった。これは木内の織物作家としての人生をかけた、命がけの仕事と言えた。
1991年（平成3年）には雪の上で転倒して脚を複雑骨折し、歩行には何年も杖を要するほどで、奉納を続けるうちに傷が悪化したが、それでも「これを成し遂げなければ」「やらねばならない」と、命懸けの思いで織り続けた。時には癇癪を起こしたこともあった。そんな話を聞いたか、高田好胤は一度だけ木内の織りを見に訪れて、「こんなにして織るんやからな。大変やな。ありがたい、ありがたい」と言って、じっと機に手を合わせた。木内にとっては、それまでの苦労が消えていく思いであった。
2003年（平成15年）、北海道を題材としたすべての幡の奉納を終えた。その数は合計80流にのぼった。そのうち、大講堂の幡は「流氷」「北の岬」「白鳥」「冬の摩周湖」「雪の紋章」「ライラック」の6流であり、薬師寺からは「落慶まで1流でいいです。あとは何年かかろうと、目録で結構です」と言われていたが、木内はこのすべてを揃えた。これは優佳良織の織元である木内がライフワークとして取り組んだ作品群であり、木内の作品の集大成となった。

### 晩年
木内は薬師寺の奉納を終える前の1990年代より体調を崩しており、織機に向かう時間が激減していた。奉納を終えた翌日からさらに体調を崩して寝込み、織機に向かうまでに体力が回復するには至らなかった。
2005年（平成17年）に、読売新聞での連載記事「戦後60年 おんな語り」の取材を受けた際には、体調不良のため、取材は体調の良い日を選んで約2か月間続けられた。それでも襟を正すといったたたずまいを崩すことなく、時に2時間を超えるインタビューにも「構いません。続けて下さい」と応じた。取材最終日には「まだまだ織りたいものがあるんです。体調を整えて春には機を織り始めたいですね」と語っていた。翌2006年（平成18年）春の旭川のファッション企業オクノのインタビューも、薬師寺の幡を仕上げ終えた疲労の癒えない状態で、1時間半の予定を大幅に超えたにもかかわらず、「楽しかったですよ」と返していた。
同2006年6月に新作「冬の摩周湖」をデザインしたものの、同2006年9月8日、大腸癌との診断で、旭川市内の旭川医科大学病院に入院し、同9月13日に手術を受けた。一時は外出できるまでに回復し、10月7日と10日には入院中の旭医大病院から帰宅、優佳良織工芸館にも顔を見せて、従業員たちに「みんな頑張っている?」と声をかけた。病床でも新作の構想を練り、工芸館などがある北海道伝統美術工芸村のことも気にかけていた。
その後も療養を続けていたが、11月5日夜、容体が急変。同5日、旭川医大病院で盲腸癌のため82歳で死去した。親交のあった元官房長官の五十嵐広三が前月の10月中旬に見舞った際には、「髪をきれいに梳いて、美しさは昔のままだった」といい、長男の和博によれば、その最期は「静かに呼吸が落ちて眠るよう」だったという。
没後の同2006年11月15日、当時の旭川市長の菅原功一の強い意向もあって、旭川市より「旭川が世界に誇る優佳良織を創造し、市の芸術文化の振興に偉大な功績を残し、市勢の伸展に尽くした」として、市特別表彰が贈られた。同2006年11月22日に旭川市内で告別式が行われた。式では木内の手作業の模様を紹介したビデオが上映され、五十嵐広三が「織る手をやめて、静かにお眠り下さい」と別れの言葉を捧げた。

## 人物
先述の読売新聞での連載記事「戦後60年 おんな語り」の取材を受けるに当たり、木内は「プライベートについては一切話さない」との条件を出した。仕事についてはどんな評価をも甘んじて受けるが、「仕事と私生活とは何の関係もありませんし、私が女であるということも関係ありません。『私』のことは話したくもありませんし、聞かせたくもありません」との主張であった。写真嫌いでも知られ、取材を受けるときも撮影を断り、手持ちの写真を渡すことが多かった。
優佳良織を日本屈指の企業に育て上げた起業家というよりむしろ、織物作家として「職人」という言葉を好んだ
。「良い手仕事は技術の習得なしには生まれず、手仕事の継続のためには根気が必要であり、物作りをする人間はまず職人であるべきで、それに創作性を備えて初めて作家といえる」というのが持論だった。経学研究家の三井泉は、1996年（平成8年）のインタビューで、その人物像を以下の通り語った。
機織りは我流だった。「機織りは見よう見まねで織って織って織り続けて、自分で発見している」という確信と、「自分の方向感覚だけを信じて進んできた」という自信が、優佳良織という独自の手織り工芸の世界を築き上げたとも見られている。
性格は好き嫌いがはっきりしており、気性は激しかった。それだけに、ときには誤解を受けることもあった。その一方で長年にわたって工房で織を担当した従業員の1人は「仕事には厳しかったが、人間的には優しい人だった」と語っている。

### 家族
私生活においては結婚して一男をもうけたが、戦後に旭川に戻った後に、夫と死別した。長男の和博（かずひろ）は、母子家庭であったために、仕事にひたむきな母の後ろ姿を見ながら育った。1960年代半ばに旭川の高校を卒業し、大学受験で東京に進学した。東京へ発つ際に、「織の仕事の後継者にはならない」と言った。当時はまだ、木内の織物は北海道の伝統工芸を目指すと言えるほどではなかったため、木内も和博も互いに、自分の人生を進めば良いと考えていた。
その後、木内の個展が東京で毎年のように催されるようになり、和博も個展を手伝った。あるとき木内は、自身の作品を著名な織物作家に見てもらうため、和博と挨拶に行き、自分の作品を机の上に差すと、その作家は「弟子の所へ行きなさい」と言うだけであった。木内はこれを「まず順序を踏みなさい」と解釈したが、苦心し製作した作品を粗末に扱われたことで、和博と共にずっと無言であった。
和博はその後、東京に滞在しつつ、母に何も言わずに染織の勉強を始めた。1970年、民芸館開館と共に旭川へ戻り、館の運営の手伝いを始めた。作品も作り始め、大きな賞を受賞するほどだった。1980年、優佳良織工芸館の完成後は織をやめ、館の運営に尽力した。織をやめたその心境の変化について、詳細は木内に語らず、木内もまた息子に問いただすこともなかったが、木内は「並々ならぬ苦労、愚痴一つ言わない頑張りには、頭が下がります」と語った。
母との関係は親子というより、師弟関係に近いものであった。1991年（平成3年）、旭川市の雪の美術館の開館にあたっては、率先して雪の勉強会を始め、開館に貢献した。母の木内の死去時まで存命であり、木内の葬儀にあたっては喪主を務めた。
優佳良織工芸館以外の活動として、1990年に、当初立候補予定だった人物が直前で辞退するというアクシデントもあり、代わりに旭川市長選挙に立候補したこともあるが、現職の坂東徹に敗れている。2016年（平成28年）11月に、70歳で死去した。優佳良織工芸館の館長にして北海道伝統美術工芸村の社長でもあり、両団体の舵取り役といえる和博の死去は、工芸村の破産の一因となった。

### 交友関係

#### 三浦綾子
作家の三浦綾子は、1966年（昭和41年）に展覧会で木内に逢って以来、木内にとって親友と呼べる存在であった。夫の三浦光世共々、家族ぐるみでの交友があった。下の名の「綾」が共通することから、2人は旭川で「東の綾に西の綾」ともいわれた。
1977年（昭和52年）に木内が招待出品でギリシャを訪ねたとき、飛行機の故障で引き返したことがあり、翌1978年（昭和53年）にハンガリーへ行く際に、前回の恐怖心から三浦に「万が一の場合は後事を託したい」と伝えたところ、三浦は黙って聞きつつも、「神様はこの世に必要と思う人は決して召しません。先生はまだまだ必要な人ですから、安心して行ってらっしゃい。でも、お話はきちんと承りました」と返した。このことで木内は三浦を、人間の器が自分と違うと感じたという。
三浦は自宅や外出先でも、常に木内の優佳良織を身に着けており、「歩く優佳良織」と呼ばれるほどだった。夫の光世の証言によれば、日本国外への取材旅行時にも、よく木内から譲られた優佳良織の上着を着ており、現地で「手織りの立派な織物ですね」と声をかけられることもあったという。常に優佳良織を身につけているあまり、三浦の方が木内に間違われたことすらあるという。
三浦は自身の小説「果て遠き丘」にも優佳良織を登場させ、その美しさを語らせたほどである。
また三浦は当初、文学館を作ることを固辞していたが、晩年にパーキンソン病が悪化する中で、木内に「作品を残す場所をつくってほしい」と漏らしたといい、そのことが三浦綾子記念文学館設立実行委員会の誕生、三浦綾子記念文学館の開館のきっかけの一つともなった。三浦の死去にあたっては、木内は「一時は、私も『ぼろ切れ』と言われながらも、一徹に織物を続けてこられたのは、自分に正直でありたいと思う気持ちを人との出会いの中で学んだから」「信じ合える友人と確信を持って言える、希少な人でした」と、その死を悼んだ。

#### 杉村春子
文学座の杉村春子は、三浦同様に木内と親交が深かった。1970年（昭和45年）に民芸館を訪れて以来の付き合いで、木内にとっては姉のような存在であった。杉村は旭川で公演があると木内の家に泊まり、会話を楽しんだ。テレビドラマでは優佳良織のショールを羽織って出演し、木内の作品がカメラに映るようにするなど、心配りのある人物であった。
1980年の優佳良織工芸館の開館時は、杉村は会館の数日前に、木内に薄紫の着物を贈った。木内家の紋が染め抜かれ、袖丈も身丈も木内に合っていた。木内は紋はおろか、寸法も人に話した記憶がなく、杉村に後で尋ねると「目で測っていたの」と笑うだけで、紋も杉村が自分で調べたとのことで、木内は杉村の心遣いの深さに感動したという。
また木内の部屋には、杉村が戦時中から数百回にわたって舞台で演じた『女の一生』の主人公・布引けいの台詞「だれが選んだわけでもない 自分で選んで歩き出した道ですもの」の色紙があり、木内はその言葉を杉村の人生そのものと捉え、自身の仕事が辛いとき、すべて投げ出したくなるような思いにかられるときも、幾度となくこの杉村の言葉に励まされ、木内の死去の後もその台詞は木内の心に残ったという。

#### ヨーゼフ・バカラール
1975年（昭和50年）、ハンガリーの文化勲章受章画家のヨーゼフ・バカラール(Jozsef Bakallar)夫妻が旭川の東海大学工芸短期大学に講演に訪れ、日本語が堪能な夫人が通訳しており、それ以来、木内はバカラール夫妻と親交を持った。1970年代に木内が日本国外で活動し、ハンガリーを訪れた際にも、夫妻に世話になった。
木内が2度目にハンガリーを訪れたとき、彼女が空港に到着するなり、バカラール夫妻は「あなたを驚かせることがあります」と、ブダペストの国立ギャラリーに案内した。そこでは木内の個展が開催されていた。木内は、ハンガリーではビエンナーレ以外に出品していないことを疑問に思っていると、展示物は木内が以前、夫妻に個人的に譲った上着やネクタイ、小銭入れ、マフラーなどであり、それがまるで宝物のように一点一点、大切に展示されていた。そして個展のポスターはすべてバカラールの手作りであり、百枚近い油絵のポスターを、夫人や仲間たちがギャラリーの内外に貼って歩いたのであった。言葉も理解できない異国の友の友情に、木内は涙があふれた。言葉がなくても触れ合える人の心の真実を教わったことは、木内にとって忘れられない思い出となった。

## 没後
優佳良織の会員は、旭川市を中心に約600人に上り、実用を重視しつつ、和洋衣装から装飾、インテリアに至る幅広い用途を持つ染織工芸として親しまれた。優佳良織工芸館もまた、人気の観光施設として親しまれていた。しかし不況に加え、高速道路の完成により観光バスのルートが工芸館を外れたため、観光客が工芸館を訪れることもなくなり、来館者は減少し始めていた。加えて木内の死去により、工芸館は事業承継問題につきあたった。工芸館などを含む北海道伝統美術工芸村の経営は長男の和博が継いだが、その和博も2016年（平成28年）11月に死去、親族内承継での経営の見込みが立たなくなった。工芸館は和博の妻が継いだものの、周辺の人口減少もあり、集客が落ち込んだ。
同2016年12月に優佳良織工芸館は、隣接する人気施設の国際染織美術館と共に、施設の老朽化を理由に長期休業に入った。同12月、北海道伝統美術工芸村は破産申請を行った。これにより、優佳良織工芸館は長期休業を余儀なくされ、社員や職人は、優佳良織に携わる者としての仕事を失い、文化自体が存続の危機に陥った。
これに対して、工芸館の休業から半年後の2017年（平成29年）7月、旭川市民の有志による「優佳良織の存続を願う市民の会」が結成された。2017年8月から、優佳良織工芸館の存続を求める署名活動が実施された。署名は旭川周辺だけでなく、存続を願う日本全国から集まった。約3か月間のみの短期間で、当初目標としていた5万人を大きく超える8万人以上もの署名が集まり、市に提出された。
このうち優佳良織工芸館の施設については、2022年（令和4年）2月4日にツルハとエスデー建設が取得し、文化や観光振興の拠点施設を整備する方針である。
一方、2018年（平成30年）、元職人たちにより、旭川市内に優佳良織工房が設立された。文化を守りたいという想いで織機や原材料を買い取り、職人経験者に声をかけて2名の人員が確保され、約30種類の小物を、月数百個生産している。優佳良織には種々の高度な技術を要するため、その技術継承に要する時間や、加えて職人の高齢化などの問題はあるが、伝統芸能の新たな担い手として期待がかかっている。この優佳良織工房については、2023年（令和5年）8月1日に旭川市内の新工房に移転開業し、優佳良織の販売スペースも新設された。

## 評価
1983年（昭和58年）にサントリー地域文化賞を受賞した際には、優佳良織を北海道を代表する工芸品として生み出し、新たな産業にまで育てた点が評価されて、「優佳良織の美しさがその生産・販売の組織として会社を生んだ。民芸品が会社を作ったのであって、会社が民芸品を作ったのではない。文化が産業になった」と評価された。
三浦綾子や三浦光世は、1983年9月の雑誌『主婦の友』での木内との対談において、流氷を題材とするために、幾度となく実際にオホーツク海まで足を運んで流氷を見に行くような、仕事の真剣さを、以下の通り評価している。
また木内は、1988年の北海道新聞紙上で「もしあの時」と題し、「意地悪をされなかったら、心の痛みのわからない思い上がった人間のままでいたかも知れない」と語ったことから、三浦は、過去の意地悪に対して感謝する木内の人物像を高く評価し、優佳良織にはそうした木内の想いが込められていると分析している。
木内の死去を受けて、旛の奉納を受けた薬師寺の安田暎胤は「偉大な織物文化を作られた人だった。優しく気配りある人柄は、織物そのものだった」と死を惜しんだ。当時の衆院副議長の横路孝弘は「道内にはあまりなかった染織文化の先駆者として、優佳良織を全国に発信しようと一生懸命だった姿が忘れられない。道外への販路拡大にも熱心だった」と話した。
五十嵐広三は、自ら経営していた土産物店に木内が試作段階の織物を持ち込んで以来、半世紀に及ぶ交友があり、その妥協を許さない仕事ぶりを「流氷や湖などの北海道の自然風景を何日も見て、色を思い浮かべて作品を織っていた。まさに根比べだった」「自分が選んだ道に、ひるむことなく立ち向かっていった、一途な人。いくつになっても輝いていた」と振り返った。
優佳良織工芸館は、当時の旭山動物園ブームに沸く旭川で長年、中核施設として旭川観光を支えてきたことから、旭川観光協会の会長である稲村健蔵は「旭川文化の大きな星」と評した。旭川市長の菅原功一も、「旭川の伝統芸術、観光振興の両面で、織元が果たした功績は非常に大きなものでした」と感謝のコメントを発表した。
優佳良織工芸館の開設に携わった佐藤忠良は、木内について「飛び抜けた才能と文化についての深い考えを持った女性でした」「意志が強く、女傑と評したこともありました」と語った。また佐藤は木内の作品図録に、以下の文章を残している。
作家の海音寺潮五郎は、北海道の自然を織るために全身全霊をかける木内のことを、層雲峡の天から落ちる滝の凄まじさと厳しさにたとえて、「天渓に織るは まぼろし 旭川にうつつにユーカラ 創（はじ）めし君はも」と歌に詠んだ。
木内の織物に加えて、『手のぬくもり』『染め織りの記』といった著作物についても、フリーの著述家である渡辺隆一からは「人の心の綾をすくい取る練達の文章家」「天は二物を与えずという言葉に、首をかしげることになるだろう」、エッセイストの高田都耶子からも「拝読するたび、ぐいぐいとその世界に引きずり込まれてしまうのだ。ひとつひとつの言葉が、文がキラキラと輝いている」と評価されている。

## 年譜
- 1924年（大正13年[注 1]）7月7日 - 北海道旭川市で誕生[2][6]
- 1943年（昭和18年） - 代々木実践高等女学校を卒業[6]
- 1962年（昭和37年） - 旭川市内にユーカラ織の染織り工房を設立、同市内で技術講習会を開催[15]
- 1966年（昭和41年） - 日本民芸公募展で出品した5作品すべてが入選[24]
- 1967年（昭和42年） - 東京の銀座松屋画廊で、初の個展を開催[27]
- 1968年（昭和43年） - 北海道開道百周年記念式典で、皇室への献上作の一つにユーカラ織が選ばれる[30]
- 1970年（昭和45年） - 旭川に「ユーカラ織民芸館」を開館[35]
- 1973年（昭和48年） - パリの人類博物館などの主催による美術展に招待される[42]
- 1974年（昭和49年） - 京都の西陣織関係者からの依頼による帯を完成させる[37]
- 1976年（昭和51年） - バルセロナの国立民族博物館主催の「日本美術工芸展」に招待出品[43]
- 1978年（昭和53年） - ハンガリーのビエンナーレで金賞を受賞[43]
- 1976年（昭和51年） - 沖縄へ取材旅行[46]
- 1980年（昭和55年） - 旭川市神居に優佳良織工芸館が完成[47]
- 1983年（昭和58年） - 奈良県薬師寺からの依頼により、幡4点を奉納[55]
- 1984年（昭和59年） - ニュージーランドの12の美術館で、2年間にわたる巡回展を開催[102]
- 2003年（平成15年） - 薬師寺への奉納をほぼ毎年続けた後、すべての奉納を終える[55]
- 2006年（平成18年）9月8日 - 大腸癌により旭川医科大学病院に入院[63]
- 2006年（平成18年）11月5日 - 旭川医大病院で、盲腸癌より82歳で死去[3]
- 2006年（平成18年）11月15日 - 旭川市より特別表彰を受ける[7]

## 受賞歴
- 1964年（昭和39年） - 北日本中小企業振興展 工芸協会会長賞[24]
- 1967年（昭和42年） - 全道民芸展 知事賞[27]
- 1969年（昭和44年） - 北日本中小企業振興展 最優秀賞[103]
- 1971年（昭和46年） - 旭川文化奨励賞[103]
- 1977年（昭和52年） - 日本民芸公募展 最優秀賞[36]
- 1981年（昭和56年） - 旭川観光顕功賞[104]
- 1983年（昭和58年） - サントリー地域文化賞[102]、北海道新聞文化賞[105]
- 1987年（昭和62年） - 北海道文化賞[3]、日本現代工芸美術展内閣総理大臣賞[73]
- 1889年（平成元年） - 通産省ふるさと再発見 通産大臣賞[29]
- 1995年（平成7年）11月 - 文化庁長官賞[3][79]
- 1998年（平成10年） - 北海道功労賞[73]

## 著作
- 優佳良織作品集 北海道手織つむぎ（東京美術、1980年5月）
- 染め織りの記（東京美術、1982年7月）
- 織りの枝折（優佳良織工芸館、1987年4月）
- 手のぬくもり 北国の染と織（東京美術、1987年5月）
- 優佳良織 木内綾作品集（優佳良織工芸館、1987年）
- 手仕事 （緑の笛豆本の会、1988年6月）